# Ian Hamel
Pour les articles homonymes, voir Hamel.
Ian Hamel, né le 11 septembre 1950 au Maroc, est un journaliste français. Il est l'auteur d'enquêtes et de biographies portant sur des personnalités liées principalement à l'islamisme, à la politique française et au monde des affaires.

## Biographie

### Jeunesse et parcours professionnel
Né le 11 septembre 1950 au Maroc,, où son père est fonctionnaire, Ian Hamel s'installe en France métropolitaine à l'âge de 17 ans.
Après des études de journalisme et d'histoire à l'université de Strasbourg, Ian Hamel est correspondant pendant cinq ans de l'Agence France-Presse et du Monde en Guyane, en Amérique du Sud,. Il revient ensuite à Paris et y travaille pendant deux ans pour Le Continent, un journal africain, avant de couvrir l'Afrique de l'Est pendant cinq ans pour Libération, l'Associated Press et le Journal de Genève,.
Il s'installe en 1989 en Suisse où il travaille pour L'Hebdo de 1989 à 1997, dans la rubrique économique, puis à L'Illustré de 2000 à 2002 et l'Agefi de 2001 à 2003,,. Il collabore également au Matin Dimanche de 2001 à 2010, à La Liberté et à Swissinfo, en Suisse, au Point à partir de 1997, à Intelligence Online et à La Lettre de l'Expansion en France,, plus tard à Oumma.com et occasionnellement à Marianne.

### Enquêtes et biographies
Il est l'auteur de plusieurs enquêtes et biographies : 
- sur Tariq Ramadan en 2007 (initialement refusée par Flammarion[9]) et 2020[10],[11] ;
- sur Oussama ben Laden en 2008[12],[13],[14] ;
- sur l'homme politique français Xavier Bertrand en 2010[15] et 2021[16] ;
- sur Laurent Ségalat[17] et les Bettencourt en 2013[18],[19] ;
- sur Bernard Tapie en 2013 et 2021[20].

### Affaire judiciaire
Tariq Ramadan lui intente un procès en diffamation en 2022, l'accusant principalement « d’avoir trafiqué les citations d’un rapport officiel » dans un article publié dans Le Point. Débouté en première instance, il gagne en appel le 30 novembre 2023 et un recours au Tribunal fédéral est en cours,.

### Affaire Alp Services
Selon Mediapart et Le Soir, Ian Hamel a été rémunéré par l'agence suisse Alp Services dans le cadre d'une lutte d'influence au profit des Émirats arabes unis (voir Abou Dhabi Secrets). Le journaliste aurait notamment rédigé plusieurs notes d’information pour Alp Services. Ian Hamel reconnaît avoir été défrayé par Alp Services mais dément avoir été rémunéré et influencé par cette agence,,.
Mediapart signale des faits « troublants » : le patron d'Alp Services annonce à son commanditaire émirati qu'il est sur le point de faire publier dans le « prestigieux magazine français Le Point » un article à charge contre le procureur général du Qatar, Ali Bin Fetais Al-Marri (personnalité ciblée par le pouvoir émirati), puis l'informe de l'avancement du travail et un mois plus tard Ian Hamel signe dans Le Point un article sur ce procureur général intitulé « Le Monsieur Anticorruption du Qatar et son hôtel particulier » (février 2018),. De même, des documents internes d'Alp Services prévoient un article dans la presse sur le collège Al Kindi de Décines-Charpieu, établissent un dossier destiné à Ian Hamel appelé « recherches-al-kindi-ian hamel version » et un mois plus tard Ian Hamel signe dans Marianne un article sur le sujet intitulé « Près de Lyon une inquiétante école musulmane sous contrat et sous influence » (avril 2019). Ian Hamel aurait également envoyé un rapport à Alp Services concernant des révélations embarrassantes pour le Qatar livrées par Jean-Pierre Marongiu (emprisonné au Qatar), en 2019.
Alp Services œuvre à dénigrer les ennemis des Émirats arabes unis, en l'occurrence le Qatar et les Frères musulmans. Son mode opératoire consiste à faire publier des articles en ce sens dans des journaux reconnus, à modifier des pages Wikipédia, à placer du contenu dans des blogs et des forums en ligne. Les articles publiés dans la presse sont particulièrement importants parce qu'ils peuvent être ensuite cités, diffusés de manière virale et réutilisés notamment dans les pages Wikipédia.[pertinence contestée]

### Vie privée
Ian Hamel est divorcé et père de deux enfants.

## Ouvrages
- La vérité sur Tariq Ramadan : sa famille, ses réseaux, sa stratégie, Favre, 2007, 364 p. (ISBN 978-2828909413)[27],[28].
- L'énigme Oussama Ben Laden, Payot, 2008, 336 p. (ISBN 978-2228903660).
- Xavier Bertrand, les coulisses d'une ambition, Paris, L'Archipel, 2010, 283 p. (ISBN 978-2809802573).
- Et si la Suisse ne servait plus à rien ?, Larousse, 2010, 128 p. (ISBN 978-2035848178)[29].
- L'Affaire Ségalat, Du Belvédère, 2013, 208 p. (ISBN 978-2884192729).
- Les Bettencourt - derniers secrets, L'Archipel, 2013, 299 p. (ISBN 9782809810639)[30].
- Notre ami Bernard Tapie, L'Archipel, 2015, 260 p. (ISBN 978-2809817416).
- Tariq Ramadan : Histoire d'une imposture, Flammarion, 2020, 480 p. (ISBN 978-2081446144).
- C'était Bernard Tapie, L'Archipel, 2021, 496 p. (ISBN 978-2809824001).
- Xavier Bertrand, l'obstiné, L'Archipel, 2021, 320 p. (ISBN 978-2809841527).